# Desconvolució (matemàtica)

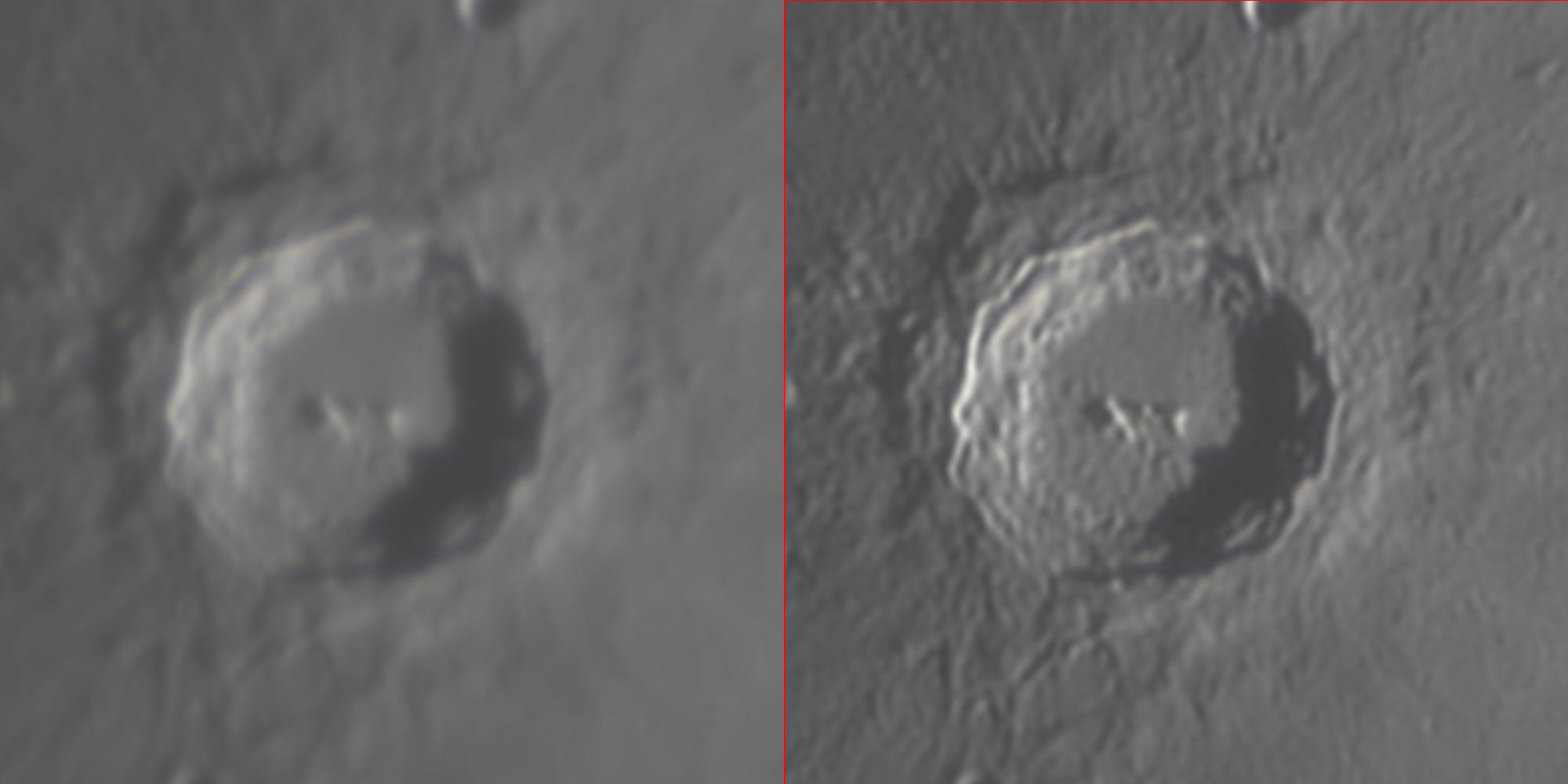
Abans i després de la deconvolució d'una imatge del cràter lunar Copèrnic mitjançant l'algorisme de Richardson-Lucy.

En matemàtiques, la deconvolució és la inversa de la convolució. Ambdues operacions s'utilitzen en el processament del senyal i el processament d'imatges. Per exemple, pot ser possible recuperar el senyal original després d'un filtre (convolució) utilitzant un mètode de deconvolució amb un cert grau de precisió. A causa de l'error de mesura del senyal o imatge gravada, es pot demostrar que com pitjor sigui la relació senyal-soroll (SNR), pitjor serà la inversió d'un filtre; per tant, invertir un filtre no sempre és una bona solució, ja que l'error s'amplifica. La deconvolució ofereix una solució a aquest problema.
Norbert Wiener, de l'Institut Tecnològic de Massachusetts, va establir les bases per a la deconvolució i l'anàlisi de sèries temporals en el seu llibre Extrapolation, Interpolation, and Smoothing of Stationary Time Series (1949). El llibre es basava en el treball que Wiener havia fet durant la Segona Guerra Mundial, però que havia estat classificat en aquell moment. Alguns dels primers intents d'aplicar aquestes teories van ser en els camps de la previsió meteorològica i l'economia.

## Descripció
En general, l'objectiu de la deconvolució és trobar la solució f d'una equació de convolució de la forma:
{\displaystyle f*g=h\,}
Normalment, h és un senyal gravat i f és un senyal que volem recuperar, però que s'ha convolucionat amb una funció de filtre o distorsió g, abans de gravar-lo. Normalment, h és una versió distorsionada de f i la forma de f no es pot reconèixer fàcilment a l'ull ni amb operacions més simples en el domini del temps. La funció g representa la resposta a l'impuls d'un instrument o una força motriu aplicada a un sistema físic. Si coneixem g, o almenys coneixem la forma de g, aleshores podem realitzar una deconvolució determinista. Tanmateix, si no sabem g per endavant, cal estimar-lo. Això es pot fer utilitzant mètodes d'estimació estadística o construint els principis físics del sistema subjacent, com ara les equacions del circuit elèctric o les equacions de difusió.
Hi ha diverses tècniques de deconvolució, depenent de l'elecció de l'error de mesura i dels paràmetres de deconvolució:

### Desconvolució crua
Quan l'error de mesura és molt baix (cas ideal), la deconvolució es col·lapsa en un filtre que s'inverteix. Aquest tipus de deconvolució es pot realitzar en el domini de Laplace. Calculant la transformada de Fourier del senyal enregistrat h i la funció de resposta del sistema g, s'obté H i G, amb G com a funció de transferència. Utilitzant el teorema de la convolució,
{\displaystyle F=H/G\,}
on F és la transformada de Fourier estimada de f. Finalment, es pren la transformada de Fourier inversa de la funció F per trobar el senyal desconvolucionat estimat f. Tingueu en compte que G es troba al denominador i podria amplificar elements del model d'error si hi ha.

### Desconvolució amb soroll

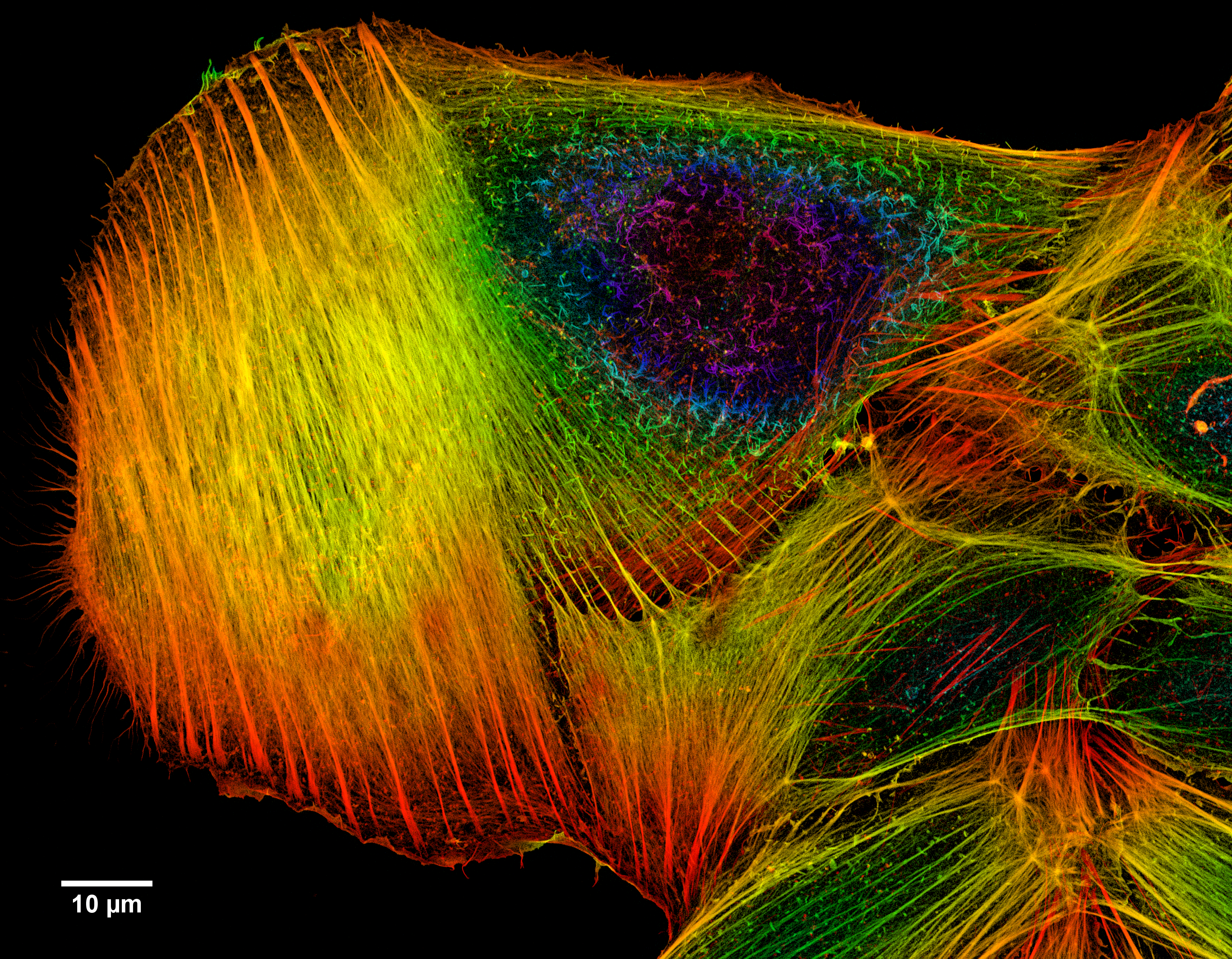
Exemple d'una imatge de microscopi desconvolucionada.

En les mesures físiques, la situació sol ser més propera
{\displaystyle (f*g)+\varepsilon =h\,}
En aquest cas ε és el soroll que ha entrat al nostre senyal gravat. Si se suposa que un senyal o una imatge sorollosos no són sorollosos, l'estimació estadística de g serà incorrecta. Al seu torn, l'estimació de ƒ també serà incorrecta. Com més baixa sigui la relació senyal-soroll, pitjor serà l'estimació del senyal desconvolucionat. Aquesta és la raó per la qual el filtratge invers del senyal (com a la "desconvolució bruta" anterior) no sol ser una bona solució. No obstant això, si almenys hi ha coneixement del tipus de soroll a les dades (per exemple, el soroll blanc), l'estimació de ƒ es pot millorar mitjançant tècniques com la deconvolució de Wiener.

## Aplicacions
- Sismologia

- Òptica i altres imatges

- Radioastronomia

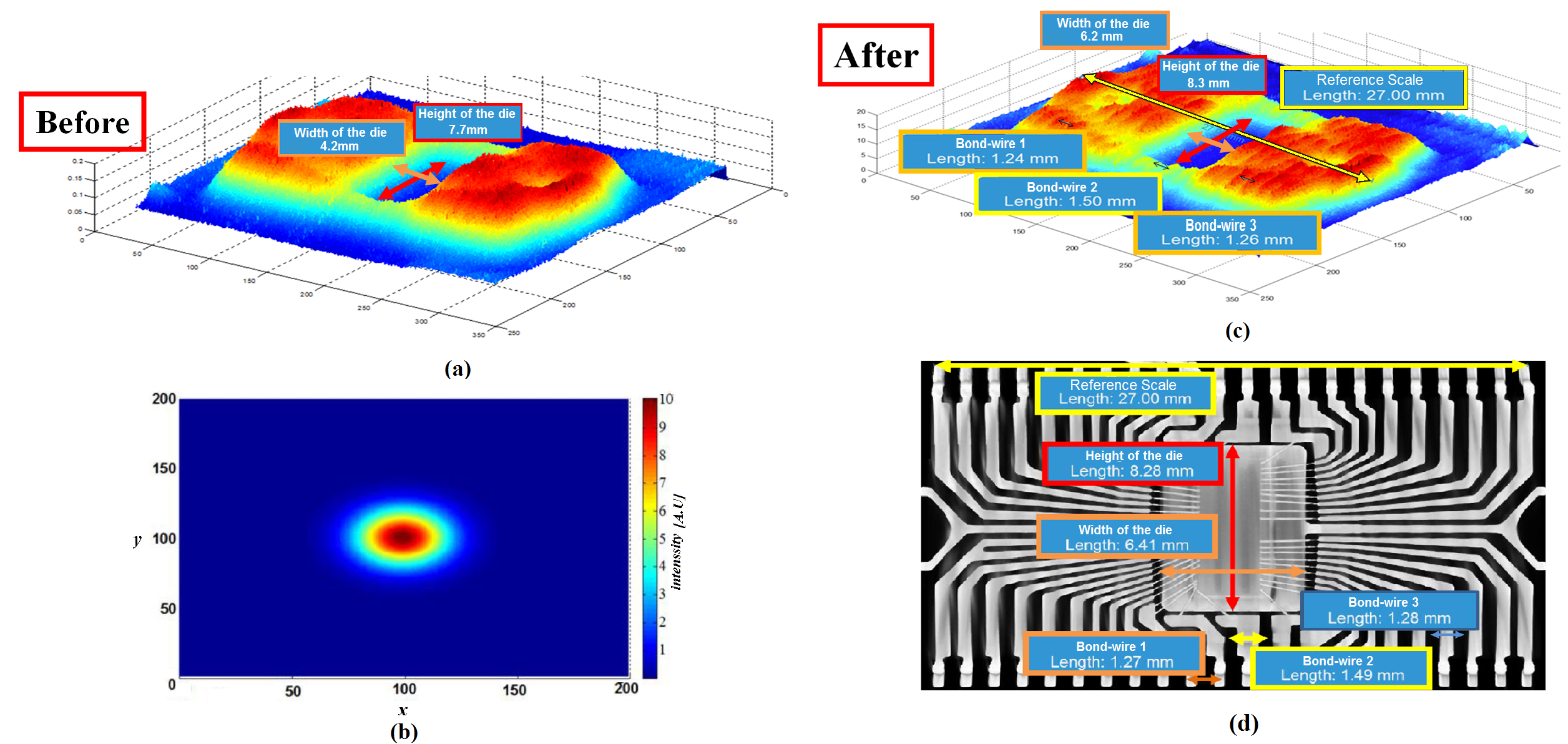
La imatge THz d'alta resolució s'aconsegueix mitjançant la deconvolució de la imatge THz i la PSF THz modelada matemàticament. (a) Imatge THz d'un circuit integrat (IC) abans de la millora; (b) THz PSF modelat matemàticament; (c) Imatge THz d'alta resolució que s'aconsegueix com a resultat de la desconvolució de la imatge THz que es mostra a (a) i la PSF que es mostra a (b); (d) La imatge de raigs X d'alta resolució confirma la precisió dels valors mesurats.

- Biologia, fisiologia i dispositius mèdics

- Espectres d'absorció

- Aspectes de la transformada de Fourier